# Сироватка (біологія)
Сирова́тка — біологічний препарат антитіл, що виробляється з крові тварин, які вже мають або яким штучно виробили імунітет до захворювання. Сироватка містить антитіла проти певних антигенів збудника, її готують з плазми крові імунізованих тварин. Найчастіше такі препарати використовують для лікування скарлатини, дифтерії, ботулізму та інших захворювань.
Головною відмінністю від вакцини є те, що сироватка містить в собі вже готові антитіла до збудника. Дія сироватки — короткочасна. Після її введення власний імунітет до збудника не виробляється, на відміну від вакцинації.